# King’s Bounty: Armored Princess
King’s Bounty – Armored Princess (OT: russisch Принцесса в доспехах) ist ein von Katauri Interactive entwickeltes Strategiespiel. Veröffentlicht wurde es in Deutschland am 1. April 2010, am 10. April 2009 wurde es in Russland veröffentlicht. Die Vermarktung erfolgt durch den Publisher dtp entertainment. Das Strategiespiel ist der Nachfolger des 2008 erschienenen King’s Bounty: The Legend.

## Das Spiel
Das Spiel erschien am 1. April 2010 für den PC.
King’s Bounty - Armored Princess ist ein Strategiespiel, das taktische, rundenbasierte Kämpfe und RPG-Elemente vereint. Der Spieler reist mit seinem Charakter und einer Armee von Begleitern über einen riesigen Kontinent und besucht dutzende verschiedene Locations, die alle miteinander verbunden sind. Er kommuniziert mit NPCs, erwirtschaftet Rohstoffe und stellt eine Armee von Kämpfern zusammen, mit der er in diverse Kämpfe zieht. Während der Spieler seinen Charakter in Echtzeit steuert, laufen Kämpfe rundenbasiert ab.
Spieler schlüpfen in dem Spiel in die Rolle von Prinzessin Amelie, die auf der Suche nach ihrem Lehrmeister durch die Welt von Teana reist.

## Wertungen
Die Durchschnittswertung deutschsprachiger Magazine wurde bei critify.de basierend auf 9 Bewertungen mit 82 Prozent angegeben.

## Nachfolger
Der Nachfolger Warriors of the North erschien 2012 gefolgt von Dark Side, das 2014 veröffentlicht wurde. King’s Bounty 2 wurde am 14. August 2019 angekündigt.